# لورن گرین
لورن هایمن گرین (انگلیسی: Lorne Hyman Greene؛ ۱۲ فوریه ۱۹۱۵–۱۱ سپتامبر ۱۹۸۷) یک خواننده، خبرنگار و بازیگر اهل کانادا بود.
از فیلم‌ها یا مجموعه‌های تلویزیونی که وی در آن‌ها نقش داشته‌است می‌توان به فریب‌خورده اشاره نمود.